# Canzoni belle
Canzoni belle è il primo album musicale di Teo Mammucari, contenente il tormentone Nando (meglio conosciuto come Anvedi come balla Nando), il cui titolo originale è Nando discoteca, canzone in origine incisa dal duo Saverio e Lele nel 1978.

## Tracce
1. Nando
2. Il ruscello
3. Azzeramola
4. Il vento
5. Cosa vuoi che sia
6. Domenica a Fiumicino
7. A mucca
8. Edoardo
9. A ciabatta
10. Nando mix
11. Azzeramola mix
12. Caro papà
13. Nando (base karaoke)
14. Azzeramola (base Karaoke)